# Eu Odeio o Big Bróder
Eu Odeio o Big Bróder é um filme brasileiro de 2013 dirigido por Evandro Berlesi, é o terceiro longa metragem do projeto Alvoroço em Alvorada da produtora Alvoroço Filmes que realiza filmes de baixo orçamento com atores profissionais e estudantes de interpretação para o cinema.
A produção apresenta o ator Marcelo Maresia no papel central e conta com as participações especiais dos atores  Danny Gris, Rogério Beretta e do campeão do BBB 10, Marcelo Dourado. Destaque para Andressa Matos, deficiente visual que interpreta Kellen, a filha de Braddock.
Em outubro de 2012, 57 pessoas foram selecionadas para integrar o elenco do filme, após participarem gratuitamente de oficinas de interpretação para cinema, começaram as filmagens que duraram de janeiro a maio de 2013. O DVD do filme só foi lançado em março de 2014, após obterem sucesso numa campanha de crowdfunding para a finalização do projeto.

## Produção
"Eu Odeio o Big Bróder" foi o terceiro longa-metragem gravado pelo projeto Alvoroço Filmes. O filme foi realizado sem orçamento. Durante as filmagens tentou-se o recurso de uma rifa vendida entre amigos, porém a rifa deu prejuízo ao invés de lucro. A última cena do filme foi gravada no Rio de Janeiro, porém por falta de orçamento, o ator principal teve que viajar sozinho para o Rio, levando consigo a câmera. As imagens foram captadas por Michael Fernandes, um cameraman contatado via Facebook pelo diretor do filme. O filme começou a ser gravado no dia 8 de janeiro de 2013, juntamente com a estreia do programa BBB 13. Depois de algumas diárias, o ator Eduardo Toledo que interpretava o personagem central Gordo Braddock, abandonou a produção sendo substituído pelo músico Marcelo Maresia.